# Transport lądowy

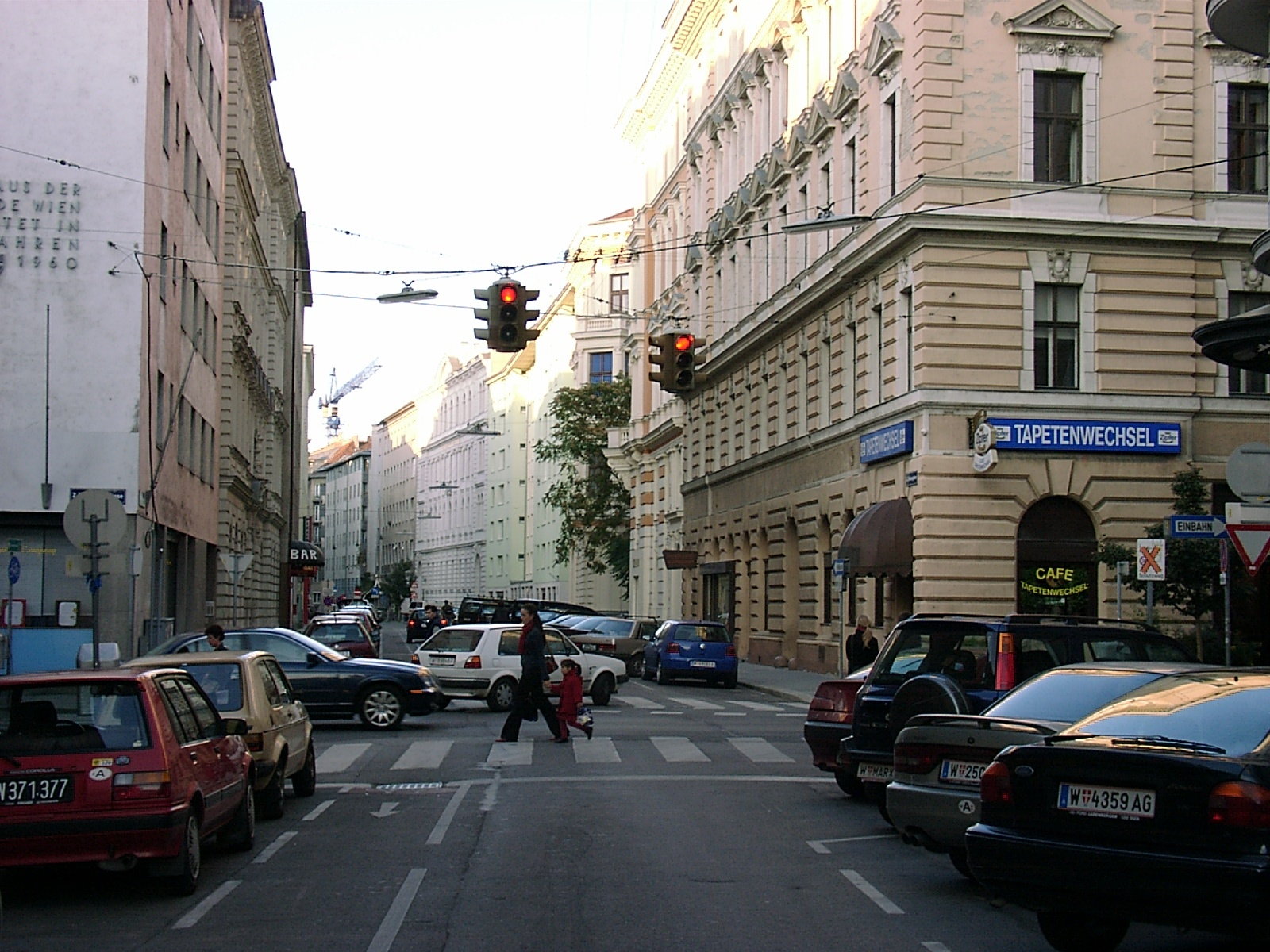
Ruch drogowy i pieszy (Wiedeń)

Transport lądowy – transport/przemieszczanie ludzi, zwierząt. towarów na lądzie. Obejmuje wszystkie środki transportu oraz infrastrukturę transportową, z której możliwe jest korzystanie na lądzie. W klasyfikacji ze względu na tryb występuje w grupie razem z transportem wodnym i lotniczym.
Transport lądowy obejmuje w szczególności ruch pieszy, drogowy, kolejowy i linowych, a szerzej także technologię przenośnikowe. Transport lądowy jest najstarszą formą transportu, natomiast transport pieszy jest formą najbardziej pierwotną. Współczesny transport lądowy bazuje głównie na transporcie drogowym i kolejowym.
Głównymi elementami umożliwiającymi transport lądowy jest Infrastruktura (dworce kolejowe, mosty, parkingi, place, tory, drogi, ścieżki) oraz pojazdy będące środkami transportu lądowego.